# Agustín Viñuales Pardo
Agustín Viñuales Pardo (Osca, 7 d'agost de 1881 – Madrid, 14 de novembre de 1959) va ser un economista i polític aragonès.

## Biografia
Després de cursar el batxillerat a la seva ciutat natal, es va traslladar a Madrid per estudiar dret especialitzant-se en economia política i hisenda pública i després de llicenciar-se el 1903 va completar els seus estudis a França, Imperi Alemany i Regne d'Itàlia després de la qual cosa va ser nomenat secretari de la Cambra de Comerç de Madrid.
En 1918 es trasllada a Granada (Andalusia) en obtenir per oposició la Càtedra d'Economia Política de la Facultat de Dret de la Universitat de Granada i entaula una gran amistat amb Federico García Lorca.
Militant d'Acció Republicana, en proclamar-se la Segona República Espanyola va ser nomenat director general del Timbre pel llavors ministre d'Hisenda Indalecio Prieto ocupant aquest càrrec fins que, el gener de 1933, obté la càtedra d'Hisenda Pública de la Universitat Central de Madrid. Va ser nomenat ministre d'Hisenda al Tercer Govern Reformista de la Segona República Espanyola que, entre el 12 de juny i el 12 de setembre de 1933, va presidir Manuel Azaña després de la qual cosa va tornar a la docència.
En esclatar la Guerra Civil espanyola era conseller del Banc d'Espanya, i es va oposar al llavors ministre d'Hisenda, Juan Negrín, en la proposta que els dipòsits d'or i plata dipositats al banc emissor fossin traslladats a un lloc més segur. Aquest enfrontament va fer que rebés amenaces que el van portar a fixar la seva residència a França des d'on va intentar passar a la zona franquista. Però el seu passat polític va fer que la seva tornada fos denegada fins a 1948, any en què es va reintegrar a la seva càtedra continuant la seva labor docent fins a la seva jubilació el 1958.